# Smilax lasioneura
Smilax lasioneura là một loài thực vật có hoa trong họ Smilacaceae. Loài này được Hook. miêu tả khoa học đầu tiên năm 1838.